# Roger Teska
Roger G. Teska (* 29. April 1985) ist ein professioneller US-amerikanischer Pokerspieler. Er gewann 2018 das Millions World der partypoker Caribbean Poker Party und 2019 das Main Event der World Poker Tour.

## Persönliches
Teska studierte an der Indiana University in Bloomington. Er lebt in Marina del Rey.

## Pokerkarriere
Teska begann während seines ersten Jahres an der Universität mit Poker. Er erspielte sich von Juli 2006 bis März 2011 auf den Onlinepoker-Plattformen PokerStars sowie Full Tilt Poker unter dem Nickname term_ mehr als 200.000 US-Dollar mit Turnierpoker.
Sein erstes Preisgeld bei einem Live-Turnier gewann Teska beim Main Event des PokerStars Caribbean Adventures Anfang Januar 2006 auf den Bahamas, bei dem er den mit 16.900 US-Dollar dotierten 29. Platz belegte. Im Juni 2007 war er erstmals bei der World Series of Poker im Rio All-Suite Hotel and Casino am Las Vegas Strip erfolgreich und kam bei einem Turnier der Variante No Limit Hold’em in die Geldränge. Mitte Juli 2009 gewann der Amerikaner den Bellagio Cup im Hotel Bellagio am Las Vegas Strip und sicherte sich eine Siegprämie von über 25.000 US-Dollar. Im Mai 2011 erreichte er an gleicher Stelle beim Main Event der World Poker Tour (WPT) den Finaltisch und beendete das Turnier als Vierter für rund 370.000 US-Dollar. Ende Januar 2018 belegte Teska bei der A$25.000 Challenge der Aussie Millions Poker Championship in Melbourne den sechsten Platz, der mit mehr als 120.000 Australischen Dollar bezahlt wurde. Im November 2018 gewann er das Millions World der partypoker Caribbean Poker Party auf den Bahamas. Dafür setzte sich der Amerikaner gegen 393 andere Spieler durch und erhielt eine Siegprämie von 2 Millionen US-Dollar. Ende Juli 2019 entschied er auch das WPT-Main-Event in Los Angeles für sich und sicherte sich den Hauptpreis von knapp 370.000 US-Dollar. Bei der mittlerweile im Horseshoe Las Vegas und Paris Las Vegas ausgespielten WSOP 2023 wurde Teska beim Pot-Limit Omaha High Roller Vierter und mit rund 700.000 US-Dollar prämiert.
Insgesamt hat sich Teska mit Poker bei Live-Turnieren knapp 4,5 Millionen US-Dollar erspielt.